# Catalunha em Comum-Podemos
Catalunha em Comum-Podemos (em catalão:  Catalunya en Comú-Podem) é uma coligação eleitoral  formada para concorrer às eleições regionais na Catalunha em 2017. É liderada pelo político catalão Xavier Domènech. 
Foi formada pelos partidos Catalunya en Comú, Podem, Barcelona en Comú, Esquerra Verda e Esquerra Unida i Alternativa. 

## Resultados eleitorais

### Eleições regionais
| Data | Líder           | CI. | Votos   | %           | +/- | Deputados | +/-     | Status   |
| ---- | --------------- | --- | ------- | ----------- | --- | --------- | ------- | -------- |
| 2017 | Xavier Domènech | 5.º | 326 360 | 7,5 / 100,0 |     | 8 / 135   |         | Oposição |
| 2021 | Jéssica Albiach | 5.º | 194 626 | 6,9 / 100,0 | 0,6 | 8 / 135   | Estável |          |